# Tina Lewis
Pour les articles homonymes, voir Lewis.
Tina Lewis est une athlète américaine née en 1973. Spécialiste de l'ultra-trail, elle a notamment remporté la Miwok 100K Trail Race et la Leadville Trail 100 en 2012.

## Résultats
| no  | féminin       | Course              | Longueur | Départ       | Temps            |
| --- | ------------- | ------------------- | -------- | ------------ | ---------------- |
| 12e | Médaille d'or | Miwok 100K          | 100 km   | 5 mai 2012   | 10 h 35 min 47 s |
| 8e  | Médaille d'or | Leadville Trail 100 | 100 mi   | 18 août 2012 | 19 h 33 min 44 s |